# Christophe Ohrel
Christophe Ohrel (* 7. April 1968 in Strasbourg, Frankreich) ist ein ehemaliger Schweizer Fussballspieler. Er spielte jeweils im Mittelfeld.

## Karriere

### Vereine
Sein erster Profiverein war der FC Lausanne-Sports. Er spielte dort seine ersten Spiele, bis er im Jahr 1992 zu Servette FC nach Genf wechselte. Zu seinen grössten Erfolgen zählt dort der Gewinn der Meisterschaft im Jahr 1994. Im Anschluss verliess er den Verein nach Frankreich auf Leihbasis zu Stade Rennes. Während der Verein im Mittelfeld der Tabelle blieb, spielte Ohrel eine starke Saison. Als Rennes die Kaufoption nicht zog, unterschrieb er bei AS Saint-Étienne. In einer turbulenten Saison spielte er 35 Spiele, schaffte jedoch kein Tor.
1996 kehrte er zurück nach Lausanne, blieb dort für vier Jahre. Dort verbrachte er seine erfolgreichsten Jahre, gewann zweimal den Schweizer Cup und schaffte es ein drittes Mal in das Final.
Sein Karriereende verbrachte er beim FC Luzern und beim Yverdon-Sport FC.

### Nationalmannschaft
Für die Schweizer Fussballnationalmannschaft absolvierte Ohrel 56 Spiele. Dabei erzielte er sechs Tore. Auch an der Fussball-Weltmeisterschaft 1994 in den USA gehörte er zur Nationalmannschaft und absolvierte alle vier Spiele.